# Думаново
Ду́маново — деревня в Торжокском районе Тверской области. Относится к Мирновскому сельскому поселению.
Расположена в 14 км к юго-востоку от Торжка на автодороге «Москва — Санкт-Петербург» М10 (E 105), 39 км от Твери, 218 км от Москвы. От деревни на юг идёт дорога на Савинские Горки.
Население по переписи 2002 года — 143 человек (70 мужчины, 73 женщины).

## История
В 1859 году во владельческой деревне Думаново 26 дворов, 236 жителей.
В конце XIX-начале XX века деревня относилась к Раевскому приходу Марьинской волости Новоторжского уезда Тверской губернии. В 1884 году в деревне 42 двора, 287 жителей.
В конце 1930-х −1960-е годы деревня была центром сельсовета Новоторжского района Калининской области, в который входили большинство деревень Мирновского сельского поселения.
В 1931 году образована сельскохозяйственная артель (колхоз) «Мир» Думановского сельского совета, в 1951 году произошло первое объединение мелких хозяйств, а в 1959-м закончилось присоединение всех коллективов (нынешних бригад) к колхозу «Мир». Ещё через два года центральная усадьба колхоза из деревни Думаново была перенесена в начинающий строиться посёлок Мирный (1,5 км от деревни).
В 1997 году — 50 хозяйств, 131 житель.